# Đại Dư
Đại Dư (tiếng Trung: 大余县, Hán Việt: Đại Dư huyện) là một huyện của địa cấp thị Cám Châu (赣州市), tỉnh Giang Tây, Cộng hòa Nhân dân Trung Hoa. Huyện này có diện tích 1367,63 km2, dân số năm 2003 là 280.000 người. 

## Hành chính
Đại Dư được chia ra làm 11 đơn vị hành chính cấp hương, gồm 8 trấn và 3 hương. Ngoài ra huyện này còn quản lí 1 đơn vị tương đương cấp hương khác
- Trấn: Nam An (南安镇), Tân Thành (新城镇), Chương Đẩu (樟斗镇), Trì Giang (池江镇), Thanh Long (青龙镇), Tả Bạt (左拔镇), Hoàng Long (黄龙镇), Cát Thôn (吉村镇)
- Hương: Phù Giang (浮江乡), Hà Động (河洞乡), Nội Lương (内良乡)

Đơn vị ngang cấp hương khác
- Khu công nghiệp thế kỉ mới (新世纪工业园)